# Gjergjan
Gjergjan è una frazione del comune di Elbasan in Albania (prefettura di Elbasan).
Fino alla riforma amministrativa del 2015 era comune autonomo, dopo la riforma è stato accorpato, insieme agli ex-comuni di Bradashesh, Funarë,  Gjinar, Gracen, Labinot Fushë, Labinot Mal, Papër, Shirgjan, Shushicë, Tregan e Zavalinë a costituire la municipalità di Elbasan.

## Località
Il comune era formato dall'insieme delle seguenti località:
- Gjergjan
- Bujaras
- Gjonme
- Keshtjelle
- Koder Bujaras
- Muriqan
- Thqan